# Boris Papandopulo
Boris Papandopulo (25. února 1906, Bad Honnef, SRN - 16. října 1991, Záhřeb) byl chorvatský skladatel a dirigent.
Ve své tvorbě se nechal inspirovat balkánským folklórem. V roce 1968 byl za celoživotní dílo vyznamenán chorvatskou Cenou Vladimira Nazora.